# Johann Protasius von Anstett

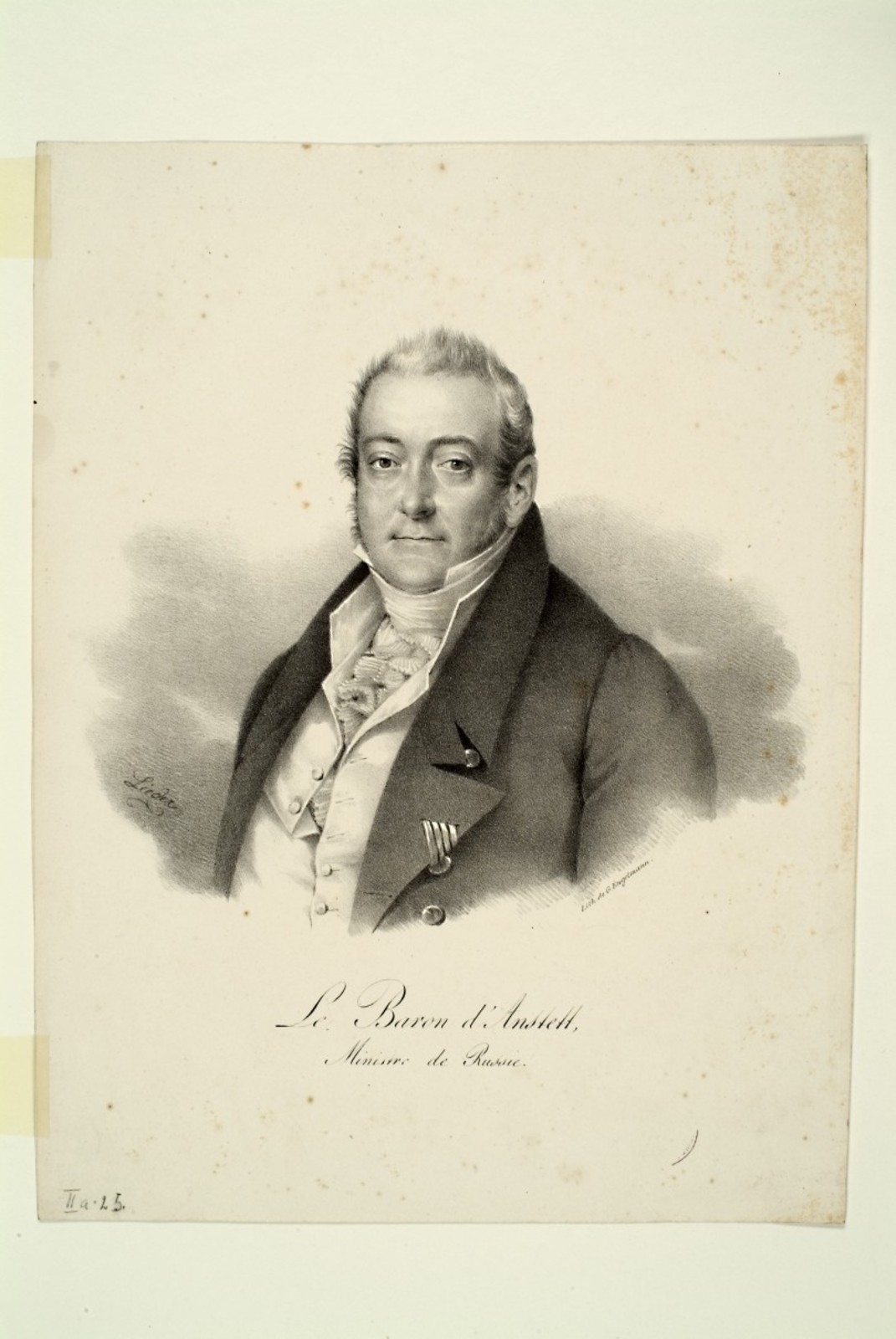
Johann von Anstett

Johann Protasius von Anstett, auch Ivan Osipović Anstett oder Iwan Ossipowitsch von Anstett (* 12. April 1766 oder 20. Juni 1767 in Straßburg; † 14. Mai 1835 in Frankfurt am Main) war ein russischer Diplomat.

## Leben
Anstett war der Sohn des Joseph Protasius von Anstett, eines in Straßburg tätigen Advokaten, königlichen Rats und Tribunalrichter und der Marie-Françoise (geborene Frentz). Er studierte seit 1786 die Rechte an der Universität Straßburg, und begab sich 1789 nach Russland, wo er den Prinzen von Nassau in den Finnischen Krieg begleitete. Er war zunächst Unterleutnant der Schärenflotte und wurde im Verlauf des Feldzugs für seine Tapferkeit von der Kaiserin Katharina II. zum Hauptmann befördert und mit dem Orden des Heiligen Wladimir ausgezeichnet. 1791 wurde er Assessor im Kollegium für auswärtige Angelegenheiten und 1794 mit geheimem Auftrag an den Hof nach Berlin entsandt. Anschließend begleitete er König Friedrich Wilhelm von Preußen auf seinen Feldzug nach Polen, wo er an den Kampfhandlungen teilnahm und die kaukasischen Grenzregulierungen aushandelte und zum Hofrat ernannt wurde.
Er trat 1801 in die Kanzlei des Ministers Graf Panin ein, wurde zum Staatsrat ernannt und anschließend zur russischen Gesandtschaft nach Wien geschickt, wo er zum Legationsrat befördert wurde. Bis 1811 hatte er dort eine Anstellung im Kollegium der auswärtigen Angelegenheiten inne. Von Anstett wurde und 1812 Direktor der diplomatischen Kanzlei des Feldmarschalls und Fürsten Michail Illarionowitsch Kutusow. In dieser Stellung schloss er am 7. April 1813 mit dem preußischen Generalleutnant Carl Friedrich Heinrich von Wylich und Lottum die Konvention von Kalisch. Während der Befreiungskriege befand er sich im Gefolge des russischen Kaisers Alexander I., brachte zusammen mit Graf Karl Robert von Nesselrode am 15. Juni 1813 den Traktat von Reichenbach zustande und war dann russischer Bevollmächtigter auf dem Kongress von Prag. Als Wirklicher Staatsrat begleitete er den Kaiser nach Paris und nahm 1814 und 1815 nur an den Arbeiten einiger Ausschüsse des Wiener Kongresses teil. 1815 war er während des Feldzugs gegen Napoleons gemeinsam mit Georg Cancrin am Abschluss einer Erweiterung der Konvention von Kalisch beteiligt und folgte im Anschluss der verbündeten Armee nach Paris, wo er sich in dem Militärkomitee befand, das unter Wellesley Vorsitz am 20. November 1815 die Konvention über die Okkupationsarmee in Frankreich zustande brachte. Seit 1818 war er außerordentlicher Gesandter und bevollmächtigter Minister des Russischen Kaisers bei der deutschen Bundesversammlung. In dieser Stellung starb er 1835 in Frankfurt am Main und hinterließ eine Ehefrau, die aus Polen stammte, Kinder hatte er nicht.

## Auszeichnungen
- Großkreuz, Russischer Orden der Heiligen Anna 1. Klasse[5]
- Großkreuz, Orden des Heiligen Wladimir 2. Klasse[5]
- Großkreuz, Preußischer Roter Adlerorden[5]
- Großkreuz, Orden des Heiligen Johannes von Jerusalem[5]
- Juni 1815: Alexander-Newski-Orden des Russischen Kaisers[6]
- Oktober 1819: Alexander-Newski-Orden in Diamant[7]